# Susanne Tauss
Susanne Tauss (* 1962 in Stuttgart) ist eine deutsche Kunsthistorikerin und seit 2000 Geschäftsführerin des Landschaftsverbandes Osnabrücker Land.

## Leben
Susanne Tauss studierte Kunstgeschichte, Romanistik und Archäologie in Bonn und Tübingen. Dort promovierte sie 1997 über den „Decius Mus-Gemäldezyklus“ von Peter Paul Rubens. Von 1996 bis 1999 absolvierte sie ein Volontariat bei der Europaratsausstellung „1648 Krieg und Frieden in Europa“ zum 350-jährigen Jubiläum des Westfälischen Friedens in Münster und Osnabrück. Von 1998 bis 2000 erhielt sie Lehraufträge der Universität Osnabrück zu Ausstellungsmanagement und Vermittlungsstrategien in Museen. Seit 2000 ist Susanne Tauss als Geschäftsführerin des Landschaftsverbandes Osnabrücker Land im Kulturmanagement tätig.

## Schriften (Auswahl)
- Dulce et decorum? Der Decius-Mus-Zyklus von Peter Paul Rubens. (Diss. Tübingen 1997). Universitätsverlag Rasch, Osnabrück 2000.
- Der Rittersaal der ehemaligen fürstbischöflichen Residenz Iburg. In: Osnabrücker Mitteilungen. 108, 2003, S. 189–193.
- Der Rittersaal der ehemaligen Residenz Iburg: historische Wahrheit und Fiktion. In: Berichte zur Denkmalpflege in Niedersachsen. 25, 2005, S. 33–37.
- „nach dem Kredenz Tisch dragen“. Eine Annäherung an die Schaukredenz der Iburg. In: Susanne Tauss (Hrsg.): Der Rittersaal der Iburg. Zur fürstbischöflichen Residenz Franz Wilhelms von Wartenberg. Beiträge der wissenschaftlichen Tagung vom 7. bis 9. Oktober 2004 auf Schloss Iburg. V&R unipress, Osnabrück 2007, S. 307–336.
- Das Fragment und das Ganze. Zum Bild- und Bauprogramm von Kloster Iburg. In: Joachim Herrmann, Susanne Tauss (Hrsg.): Unter Lobpreis und göttlicher Leitung. Das Benediktinerkloster St. Clemens zu Iburg zwischen barocker Neugestaltung und Säkularisation. Beiträge der wissenschaftlichen Tagung "Die barocke Klosteranlage der Iburg. Klosterkultur und Klosterleben im 18. Jahrhundert" (Bad Iburg, 11. bis 13. Oktober 2007). Schnell & Steiner, Regensburg 2009, S. 333–374.
- mit Klaus Niehr: Wildnis und Paradies. Schlösser, Gärten, Sehnsuchtsorte der Sophie von der Pfalz. Schnell & Steiner, Regensburg 2021.

Herausgeberschaft
- Stadt, Land, Kunst. Jahresprojekt 2002 des Landschaftsverbandes Osnabrücker Land e.V. (= Kulturregion Osnabrück. Band 18). Osnabrück 2002.
- mit Uta Schedler: Kunst und Kirche. Beiträge der Tagung, Osnabrück September 2000. Universitätsverlag Rasch, Osnabrück 2001.
- Figuelotte – Kindheit und Jugend einer Fürstentochter im Barock. Texte und Quellen um Sophie Charlotte (1668–1705) . Rasch, Bramsche 2005.
- Der Rittersaal der Iburg. Zur fürstbischöflichen Residenz Franz Wilhelms von Wartenberg. Beiträge der wissenschaftlichen Tagung vom 7. bis 9. Oktober 2004 auf Schloss Iburg. V & R Unipress, Göttingen 2007.
- mit Joachim Herrmann: Unter Lobpreis und göttlicher Leitung. Das Benediktinerkloster St. Clemens zu Iburg zwischen barocker Neugestaltung und Säkularisation. Beiträge der Wissenschaftlichen Tagung „Die Barocke Klosteranlage der Iburg. Klosterkultur und Klosterleben im 18. Jahrhundert“. Schnell & Steiner, Regensberg 2009.
- Herrschen – Leben – Repräsentieren. Residenzen im Fürstentum Osnabrück 1600–1800. Schnell & Steiner, Regensberg 2013.
- mit Ulrich Winzer: Miteinander leben? Reformation und Konfession im Fürstbistum Osnabrück 1500 bis 1700. Beiträge der wissenschaftlichen Tagung vom 3. bis 5. März 2016. Waxmann, Münster 2017.
- mit Ulrich Winzer: „Es hat also jede Sache ihren Gesichtspunct …“. Neue Blicke auf Justus Möser (1720–1794). Beiträge der wissenschaftlichen Tagung vom 14. bis 16. März 2019. Waxmann, Münster 2020.
- mit Ulrich Winzer: Frankreich in Osnabrück. Eine Region in napoleonischer Zeit. Beiträge der wissenschaftlichen Tagung vom 15. bis 17. September 2022. Waxmann, Münster 2023.